# Serenity (gruppo musicale)
I Serenity sono un gruppo musicale power/progressive metal austriaco, fondati nel 2001 in una zona del Tirolo ad est di Innsbruck.
Sono un gruppo giovane, molto amato da pubblico e critica per il loro sound molto diretto e ricercato. Il nome viene dall'omonimo pezzo strumentale del gruppo musicale britannico Arena.

## Storia del gruppo
La formazione originale dei Serenity si forma nel 2001 e presenta il primo demo, Starseed V.R., nel 2002, ma verso la fine dell'anno successivo alcuni membri lasciano il gruppo. Nel giro di pochi mesi arrivano Georg Neuhauser alla voce, Thomas Buchberger alla chitarra, Simon Holzknecht al basso, Andreas Schipflinger alla batteria e Mario Hirzinger alle tastiere, dando così stabilità e continuità ai Serenity. Nel 2005 il nuovo demo Engraved Within riscuote un buon successo e viene lodato per la qualità delle composizioni, la capacità tecnica dei musicisti e la produzione professionale. Così ottengono un contratto con la Napalm Records e producono il primo album Words Untold & Dreams Unlived uscito nell'aprile del 2007 con la Napalm Records; nello stesso anno intraprendono tre tour con i Morgana Lefay, i Threshold e i Kamelot. Terminati i tour iniziano immediatamente i lavori per Fallen Sanctuary, che viene pubblicato nell'agosto del 2008. Il disco ottiene un tale successo da parte di pubblico e critica, che viene considerato tra le migliori uscite in campo power metal dello stesso 2008.
Il 27 ottobre 2017 viene pubblicato il quinto album in studio della band, intitolato Lionheart.

## Stile e Influenze
La musica dei Serenity è principalmente un power metal molto sinfonico con sfumature progressive. In particolare il cantante Georg Neuhauser, di timbro vocale simile a Tony Kakko dei Sonata Arctica, punta molto sull'interpretazione dei brani.
Recentemente il tastierista Mario Hirzinger ha dichiarato in un'intervista che la loro musica è influenzata principalmente dalla musica classica, dalle composizioni sinfoniche delle colonne sonore dei film e più in generale da gruppi metal come Nightwish, Evergrey, Sonata Arctica, Blind Guardian, Kamelot, Mercenary, Dream Theater, In Flames, Rage e Symphony X. Nella stessa intervista il tastierista ha dichiarato di essere rimasti letteralmente folgorati dalla potenza orchestrale dell'ultimo lavoro dei Nightwish.

## Discografia

### Album in studio
- 2007 - Words Untold & Dreams Unlived
- 2008 - Fallen Sanctuary
- 2011 - Death & Legacy
- 2013 - War of Ages
- 2016 - Codex Atlanticus
- 2017 - Lionheart
- 2020 - The Last Knight

### Demo
- 2002 - Starseed V.R.
- 2005 - Engraved Within

### Compilation
- 2005 - Back in Time - A Tribute to Rage (con il brano Set This World on Fire)

## Formazione
- Georg Neuhauser - voce
- Christian Hermsdörfer - chitarra solista e chitarra ritmica
- Fabio D'Amore - basso
- Andreas Schipflinger - batteria